# Wielebor
Wielebor – staropolskie imię męskie. Składa się z członów: Wiele- ("chcieć, kazać, radzić") i -bor ("walka"). Mogło oznaczać "tego, kto zachęca do walki".
Wielebor imieniny obchodzi 27 października.
Znane osoby noszące imię Wielebor:
- Bora Milutinović, właśc. Velibor Milutinović (ur. 1944) – serbski piłkarz i trener piłkarski.